# Jean-Pierre van de Wauwer
Jean-Pierre van de Wauwer, né le 1er février 1954, est un pilote  de rallyes belge.

## Biographie
Ce pilote a commencé sa carrière en moto-cross. À la suite d'un accident, il s'est tourné vers la course automobile en 1978, principalement en rallyes (mais aussi une belle expérience en circuit). Il est toujours en activité, alors qu'il a atteint 60 ans.
Il a participé à sept épreuves (une comme copilote) comptant pour le championnat du monde WRC de 1985 à 1991, dont trois RAC rally et trois rallyes de Côte d'Ivoire (meilleure place 11e, au classement général du rallye Sanremo en 1988), et a disputé plus de 35 rallyes comptabilisés en championnat d'Europe, de 1984 à 2011.
En 2013, il finit 3e aux 1 000 km de Dakar (Championnat d'endurance du Sénégal 2012-2013), en VW Fun Cup aux côtés de son compatriote Jehan Benselin. En février de cette même année, il termine à la 5e place finale des Legend Boucles de Spa (mais est officiellement classé 3e), sur sa Lancia Beta Monte Carlo groupe 4. En mars 2013, il s'impose au rallye des Ardennes en catégorie "historic" également au volant de sa Lancia. En avril 2013, il gagne le Rallye de Trois-Ponts (Belgique) en catégorie "Historic" au volant de sa Lancia Beta Monte Carlo, et s'impose début septembre au rallye de la Semois (Belgique) dans cette même catégorie.
En 2014, il entame la saison de la meilleure façon en remportant la victoire au Rallye Neige et Glace et termine en février les Legend Boucles de Spa à la 4e place toujours au volant de son bolide italien.

## Palmarès
- Vainqueur de la Course de Côte Historique du Maquisard 2016 sur Porsche 914/6
- Vainqueur de la Course de Côte Historique du Maquisard 2013 sur Lancia Beta Monte-Carlo Gr. 4
- Vainqueur de la Course de Côte Historique du Maquisard 2011 sur Lancia Beta Monte-Carlo Gr. 4
- Vainqueur de la Course de Côte Historique du Maquisard 2010 sur Lancia Beta Monte-Carlo Gr. 4
- Vainqueur au 6h Fun Cup de Dijon en catégorie biplace.
- Troisième du SPA Rallye 2016 en catégorie "Legend" (copilote Eric Marnette sur Porsche 911 Gr4)
- Vainqueur du Rallye des Ardennes 2016 en catégorie "Prov'Historic"  (copilote Valérie Lemineur) sur Lancia Beta Monte Carlo Gr. 4
- Vainqueur du Rallye de Trois-Ponts 2016 catégorie "ProvHistoric" (copilote Eric Marnette) sur Lancia Beta Monte-Carlo Gr. 4
- Vainqueur du Tour de Belgique New Energy 2015, classement « Régularité » (copilote Julien Paisse) sur  Peugeot 508 RXH
- Vainqueur  du Rallye de la Semois 2015 en catégorie "Prov'Historic"  (copilote Valérie Lemineur) sur Lancia Beta Monte Carlo Gr. 4
- Vainqueur du Rallye de la Haute Senne 2015 catégorie "ProvHistoric" (copilote Gregory Surinx) sur Lancia Beta Monte-Carlo Gr. 4
- Second du Rallye Neige et Glace 2015 (copilote J. Paisse) sur Porsche 914/6
- Vainqueur du Rallye de la Haute Senne 2014 en catégorie "Prov'Historic" (copilote Gregory Surinx) sur Lancia Beta Monte-Carlo Gr. 4
- Vainqueur du Rallye de Trois-Ponts 2014 en catégorie "Prov'Historic"  (copilote Eric Marnette) sur Lancia Beta Monte-Carlo Gr. 4
- Vainqueur du Rallye des Ardennes 2014 en catégorie "Prov'Historic" (copilote Gregory Surinx)
- Vainqueur du Rallye Neige et Glace 2014 (copilote Julien Paisse) sur Porsche 914/6
- Vainqueur du Rallye de la Semois 2013 en catégorie "Prov'Historic" (copilote Sarah Clar-Boson) sur Lancia Beta Monte-Carlo Gr.4
- Vainqueur du Rallye des Ardennes 2013 en catégorie "Prov'Historic" (copilote Gregory Surinx) sur Lancia Beta Monte-Carlo Gr. 4
- Vainqueur du Rallye de Trois-Ponts 2013 en catégorie "Prov'Historic" (copilote Eric Marnette) sur Lancia Beta Monte-Carlo Gr. 4
- Vainqueur du Rallye de la Haute Senne 2013 (Div. 4) (copilote Gregory Surinx) sur Škoda Octavia WRC
- Vainqueur des Legend Boucles de Spa 2012: (copilote Eric Marnette), sur Lancia Beta Monte-Carlo Gr. 4
- Vainqueur du Rallye Neige et Glace 2012 (copilote Joseph Paisse) sur Porsche 914/6
- Vainqueur au Rallye des Ardennes 2012 sur Škoda Octavia WRC; (copilote Gregory Surinx)
- recordman des victoires au Rallye des 12 Heures de Marche ou/ de la Famenne avec 11 succès (en 1990,1996, 1999, 2002, 2003, 2004, 2006, 2007, 2008, 2010 et 2012 avec à chaque fois Guy Hérion comme copilote)
- Vainqueur du Rallye VHC du Chablais (Suisse) 2011 (copilote Michel Horgnies) sur Ford Escort Mk1
- Vainqueur du Rally-Srint Claude Legros à Aywaille en 2011 sur Lancia Beta Monte-Carlo
- Vainqueur des 24 Heures 2CV de Francorchamps en 2001 et 2011
- Vainqueur du Rallye Legend Jalhay Classic 2008 (copilote Georges Chalsèche), sur Lancia Beta Monte-Carlo
- Plusieurs victoires en circuit dans le cadre des Belgian Touring Car Series (en abrégé : BTCS) sur Porsche 997 Supercup (team GPR Pino Racing), en 2006, avec comme équipier  Marc Duez.
- Vainqueur du Rallye de Wallonie 1998 (copilote Jean-Marie Vanderschueren) sur Peugeot 306 Maxi Kit-Car - Championnat de Belgique des Rallyes Internationaux (1re Div.)
- Vainqueur au Sprint Mémorial Ben Kieffer (Luxembourg) 1993 (copilote René Duval) sur Totota Celica GT4 Gr. A
- Vainqueur de la Coupe des Sources 1990 (copilote Michel Couchard), sur Renault 10
- Vainqueur du Tour de Belgique Tout-Terrain 1989 sur Daihatsu Feroza
- Vainqueur du Rallye des Hautes Fagnes/Jalhay 1989 (copilote Jean-Pierre Heunders) sur Ford Sierra RS Cosworth Gr. A - Championnat de Belgique des Rallyes Nationaux (2e div.)
- Vainqueur du Haspengouw Rally 1989 (copilote Luc Manset) sur Ford Sierra RS Cosworth Gr. A - Championnat de Belgique des Rallyes Internationaux (1re Div.)
- Vainqueur du Grenslandrally 1983 (copilote Lambert Peeters) sur Opel Ascona 400 - Championnat de Belgique des Rallyes Nationaux (2e div.)

## Titres
- Champion de Belgique des rallyes: 1998 (copilote Jean-Marie Vanderschueren, sur Peugeot 306 Maxi Kit Car);
- Champion de Belgique des rallyes en Groupe A 1 600 cm3: 1987 sur Toyota Corolla GT-16 (copilote Yves Bozet).
- Champion de Belgique des rallyes F2 Groupe N: 2003.
- Champion de Belgique des rallyes en Groupe N: 1984 sur Audi 80 Quattro.
- Champion de Belgique des Rallyes F2: 1995, 1996 et 1997 sur Peugeot 106 Kitcar et 106 Maxi.
- Champion de Belgique à quatre reprises catégorie Tout-Terrain 4x4 (copilote e.a. : Jean-Marie Lurquin).

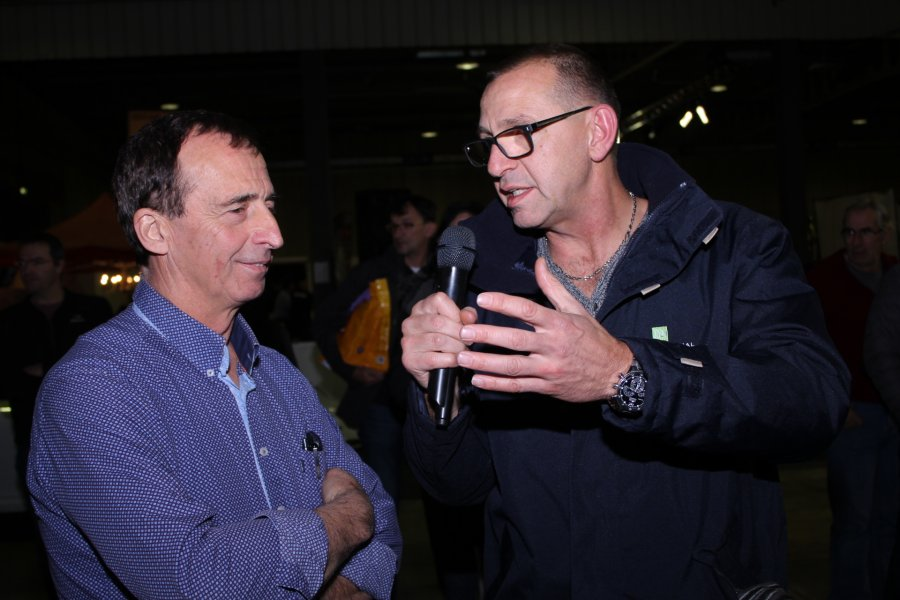